# Beaumont-sur-Lèze
 Beaumont-sur-Lèze  es una población y comuna francesa, en la región de Mediodía-Pirineos, departamento de Alto Garona, en el distrito de Muret y cantón de Auterive.

## Demografía
| 796 | 833 | 907 | 1105 | 1239 | 1414 |
| Para los censos de 1962 a 1999 la población legal corresponde a la población sin duplicidades (Fuente: INSEE [Consultar]) |     |     |      |      |      |